# エキストラベッド
エキストラベッドは、ホテルのシングルやツイン、ダブル等の部屋に定員より1名ないし2名宿泊人数増えた場合、応急的に仮設するベッドの事である。通常は、2人部屋（ツイン）に3名（トリプル）で宿泊する際に使用する物であり、可搬式ベッドをツインに設置したり、予めツインルームに備え付けられているソファベッドを用いてベッドを3つ揃えたものを指す。寝心地に関しては常設ベッドに及ばない事が多い。
チェックインの際には用意されておらず、夕刻になると係がエキストラベッドを運んできたり、ソファベッドのベッドメイキングにきて初めてトリプルになることも多い。又、まれにシングルルームにエキストラベッドを設置し強引にツインルームにしたり、ツインルームにエキストラベッドを2台設置し4人部屋にしたりする事もある。

## 種類
エキストラベッドと呼ばれる物には以下の2タイプがある。
- 可搬折りたたみ式

通常はホテルのリネン室等に収納されていて、設置する際に収納されている場所より運んで来て設置する。下にキャスターが付いていて、真ん中で「くの字」に折れ曲がる特徴を持つ。特徴としては、宿泊するホテルの所持しているベッドの型や手入れ状況によって寝心地にかなり当たり外れがある。また、部屋の空きスペースや動線に強引に設置される事から場所がトイレや入り口に近かったり、テレビや冷蔵庫から遠かったりする。
- ソファベッド式

通常は該当する部屋にソファとして置かれている。設置する手順は、背もたれ部分が倒れフルフラットになり、その上にシーツをかけてベッドメイキングする物か、座る所のクッション部分の下に折りたたみ式のスチールボトムが格納されていて、それを展開しその上に常設ベッドと同様のスプリング式マットレスを設置しベッドメイキングする物の２タイプある。個人の感覚にもよるが、前者は寝心地的的にあまり芳しく無く、後者は常設の物と同等に近い寝心地を得られる特徴がある。また基本的に両タイプ共、通常ソファとして使っている関係上テレビや冷蔵庫から近く、又景色もいい窓側に置かれている場合が多い。